# Andrej Rijavec
Andrej Rijavec, slovenski muzikolog, * 4. marec 1937, Beograd.
Predaval je kot redni profesor na Oddelku za muzikologijo Filozofske fakultete Univerze v Ljubljani. Je zaslužni profesor ljubljanske univerze.